# چشم‌انداز جان‌دار
چشم‌انداز جان‌دار یا چشم‌انداز نرم (به انگلیسی: Softscape)، به عناصر باغبانی زنده یک چشم‌انداز اشاره دارد. محوطه‌سازی نرم می‌تواند شامل گل‌ها، گیاهان، درختچه‌ها، درختان، بستر گل و وظایفی مانند مدیریت علف‌های هرز/ مزاحم، تسطیح، کاشت، چمن‌زنی، پیرایش، هوادهی، اسپری، و حفاری برای همه چیز از گیاهان و درختچه‌ها گرفته تا بستر گل باشد. معمولاً از چرخ‌ها و ابزارهای دستی مانند چنگک، بیل، کلنگ و ابزار برقی گازی استفاده می‌شود. این اصطلاحی است که در فرهنگ پاپ اخیر (۲۰۰۶ به بعد) در برنامه‌های تلویزیونی مانند تلویزیون اچ‌جی‌تی‌وی رایج شده‌است. هدف چشم‌انداز نرم دادن شخصیت به محوطه‌سازی، ایجاد هاله، محیط و انعکاس حساسیت‌های زیستمندان است.